# Princesses
Princesses fue una serie de televisión cómica de la cadena CBS.Debutó el viernes 27 de septiembre de 1991 a las 20:00 y debido a su baja audiencia fue retirada del aire el 25 de octubre de ese mismo año.
Esta serie empezó como un Spin Off de la popular serie Who is the boss (quien manda a quien), y trata la vida de un grupo de modelos que tienen por contrato ser las princesas de distintas marcas y productos.

## Elenco
- Fran Drescher - Melissa Kirshner
- Julie Hagerty - Tracy Dillon
- Twiggy Lawson - Princess Georgina "Georgy" De La Rue
- Leila Kenzle - Debra Kirshner

## Episodios
Temporada 1: 1991
| Ep.# | Título                                            | Emisión    | Prod.# |
| ---- | ------------------------------------------------- | ---------- | ------ |
| 1    | Piloto                                            | 27/09/1991 | 83563  |
| 2    | Her Highness for Hire                             | 4/10/1991  | 67602  |
| 3    | Luv Leddahs                                       | 11/10/1991 | 67606  |
| 4    | Someday My Prince Will Gum                        | 18/10/1991 | 67603  |
| 5    | Georgy Sings the Blues                            | 25/10/1991 | 67607  |
| 6    | The Snob Who Came to Dinner                       |            | 67601  |
| 7    | The Showuhs in Yonkuhs Fall Mainly on the Flowuhs |            | 67608  |
| 8    | Tall, Dark and Hansom                             |            | 67610  |